# Paredes (Hiszpania)
Paredes – gmina w Hiszpanii, w prowincji Cuenca, w Kastylii-La Mancha, o powierzchni 19,36 km². W 2011 roku gmina liczyła 79 mieszkańców.